# Belphegor (Dämon)

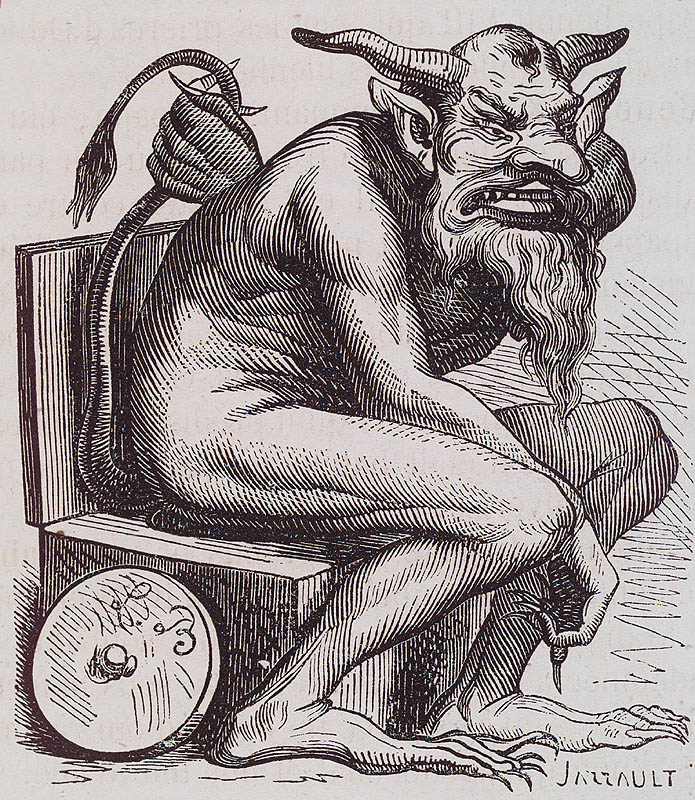
Belphegor, Illustration aus dem Dictionnaire Infernal (1863)

Belphegor ist die in der Septuaginta (βεελφεγωρ ) und dann in der Vulgata (Beelphegor ) überlieferte Namensform der moabitischen Gottheit Baal Peor (בעל פעור „Herr des Peor“) oder auch Baal Pegor. Als Dämon fand Belphegor Eingang in die christliche Mythologie und von dort in die Literatur der Renaissance und die neuzeitliche Populärkultur.

## Baal Peor
Der Peor (31° 48′ 8,5″ N, 35° 46′ 18″ O) war ein Berg in Moab (4 Mos 23,28 ). Ein Ort in dessen Nähe namens Beth-Peor wird mehrfach erwähnt (5 Mos 3,29 ). Gegenüber Beth-Peor (also am Berg Nebo) soll auch der Ort sein, an dem Mose von JHWH begraben wurde:
Und Mose, der Knecht des HERRN, starb dort im Land Moab nach dem Wort des HERRN. Und er begrub ihn im Tal, im Land Moab, Bet-Peor gegenüber; und niemand kennt sein Grab bis auf diesen Tag. (5 Mos 34,5f )
Dort, im letzten Lager der Israeliten vor dem Einzug in das Heilige Land, kam es auch zu den im Buch Numeri geschilderten Abfall von Teilen des Volkes Israel von JHWH. Die betreffende Stelle lautet:
Und Israel blieb in Schittim. Und das Volk fing an Unzucht zu treiben mit den Töchtern Moabs; und diese luden das Volk zu den Opfern ihrer Götter ein, und das Volk aß und warf sich nieder vor ihren Göttern. Und Israel hängte sich an den Baal-Peor. Da entbrannte der Zorn des HERRN gegen Israel. Und der HERR sprach zu Mose: Nimm alle Häupter des Volkes und hänge sie dem HERRN auf vor der Sonne, damit die Glut des Zornes des HERRN sich von Israel abwende.  (4 Mos 25,1–4 )
Über die Natur des auf diesem Berg verehrten Gottes und eventuelle Identifikationen mit anderen kanaanitischen Gottheiten ist nichts bekannt, da Belphegor außer an der genannten Stelle des Buches Numeri in der Bibel nur (verkürzt zu Peor) bezugnehmend auf dieses Ereignis erwähnt wird (4 Mos 31,16 ,  Jos 22,17 , Hos 9,10 , wo Baal Peor und Beth-Peor offenbar miteinander identifiziert werden, und Ps 106,28 ).
In der rabbinischen Literatur wird der Kult des Baal Peor gelegentlich erwähnt, wobei der Eindruck entsteht, dass der Kult noch zur Zeit der Tannaiten praktiziert worden wäre. Die Tradition impliziert zwar, dass der Kult des Baal Peor stark durch sexuelle Handlungen geprägt war, insbesondere, dass das Entblößen des Gesäßes und der Schamteile zu den Kulthandlungen gehört habe und dass irgendeine Beziehung zu Exkrementen bestanden habe, was allerdings die sachliche Grundlage dafür ist, bleibt unklar. Das in der Bibelstelle erscheinende „Treiben von Unzucht“ muss nicht wörtlich interpretiert werden, da jede Form des Abfalls von JHWH in der Bibel vielfach als „Hurerei“ bezeichnet wird. Die Wurzel פער (pa'ar „weit öffnen“) kann das Aufreißen des Mundes, einer anderen Körperöffnung oder übertragen einen sich öffnenden (Höhlen-)Schlund meinen. Von der Etymologie des „Öffnens“ wurde dann auf Defloration geschlossen und von daher wird aus Baal Peor ein „Priap, welchen die Heiden mit Fressen, Saufen und Unkeuschheit bedienten, also daß sie auch ihre Weiber und Töchter hingaben, Unkeuschheit mit ihnen zu treiben“.
Entsprechend dem biblischen Kontext galt Belphegor in der christlichen Dämonologie als Name eines Dämons. Nach Peter Binsfeld, der jeder der sieben Todsünden einen Höllenfürsten zuordnete, war Belphegor zuständig für die Trägheit. Auch in Johann Weyers De praestigiis daemonum erscheint Belphegor, findet dort aber eine rationalisierende Erklärung als Symbol für Höhlenspalten, in die Opfergaben geworfen wurden. Aus unterschiedlichsten Quellen zusammengesammelt findet sich dies und anderes dann im Dictionnaire Infernal des Collin de Plancy (1818):
Dämon der Entdeckungen und genialen Erfindungen, erscheint Belphegor als junge Frau und spendet Reichtum. Er wurde von den Moabitern als Baalphegor auf dem Berg Phegor verehrt. Einige Rabbis behaupten, er müsse auf einer Toilette verehrt werden, wobei die Verdauungsprodukte das Opfer darstellten. Daher wurde geschlossen, er sei der Furzgott Crepitus, während andere glauben, er sei der Priapus. Selden wird von Banier zitiert, wonach ihm Menschen zu opfern seien, und dass die Priester von dem Fleisch äßen. Wierus schrieb, er habe einen stets offenen Mund entsprechend seinem Namen Phegor, was nach Leloyer Kluft oder Spalt bedeute und sich auf seine Verehrung in Höhlen bezog, wo man ihm Opfer in einen Luftschacht warf.
Wierus ist der oben erwähnte Johann Weyer.

## Belphegorin der Renaissanceliteratur
In der italienischen Renaissance erscheint Belphegor als Belfagor arcidiavolo („Erzteufel Belphegor“) in der gleichnamigen Novelle des Niccolò Machiavelli. Die Handlung ist folgende:
Der Höllenfürst Pluto bemerkt, dass viele der in der Hölle eintreffenden Männerseelen ihre Ehefrauen für ihre Verdammnis verantwortlich machen. Er beruft eine Versammlung ein, die beschließt, den ehemaligen Erzengel und jetzigen Erzteufel Belfagor mit der Untersuchung des Phänomens „Ehe“ zu beauftragen. Der begibt sich in Gestalt eines Roderigo von Kastilien mit 100.000 Dukaten in der Tasche nach Florenz, wo er auch schon schnell eine ehewillige Dame namens Onesta Donati findet. Bald schon ist Don Roderigos Vermögen durch Eitelkeit und Putzsucht seiner Frau und die Raffgier ihrer Verwandten zerronnen. Er wird von Gläubigern und Bütteln verfolgt und kann sich nur knapp vor dem Schuldgefängnis heim in die Hölle retten.
Der Stoff Machiavellis (dessen Fassung zusammen mit seinen Werken 1549 erschien, aber schon früher verfasst wurde) wurde vielfach bearbeitet, unter anderem von Giovanni Brevio (1545) und Giovanni Francesco Straparola (1551). In der Folge gab es Bearbeitungen in ganz Europa: im deutschen Schwank, so Der Dewffel nam ain alt Weib zw der Ee, die in vertrieb (1557) von Hans Sachs, und im englischen Drama, so Belphegor, or The Marriage of the Devil (1691) von John Wilson. Auch die 1923 uraufgeführte Oper Belfagor des italienischen Komponisten Ottorino Respighi verarbeitet Motive dieses Stoffs. 
Auch unabhängig vom Stoff des unglücklich verheirateten Teufels gewinnt Belphegor als Höllenbewohner Prominenz. Als Peor gehört er in John Miltons Paradise Lost zu den zwölf engsten Vertrauten Satans.

## Belphegorin der Populärkultur
Der französische Schriftsteller Arthur Bernède veröffentlichte 1927 mit Belphégor, le fantôme du Louvre einen populären Horrorroman. Darin ist Belphégor ein geheimnisvolles Phantom, das in Analogie zum Phantom der Oper des Gaston Leroux nicht die Oper, sondern den Louvre heimsucht.
Auf Grundlage dieses Romans entstanden vier Verfilmungen:
- Belphégor (1927) Serial in vier Teilen à 55 Minuten. Regie: Henri Desfontaines mit Jeanne Berangere, Jeanne Brideau, Alice Tissot, Elmire Vautier und Michele Verly. Das Serial wurde von Pathé produziert und 1994 vom französischen Filminstitut restauriert. 1996 erschien diese Version in Italien auf dem Label Yamato Video.
- Belphégor oder das Geheimnis des Louvre ist ebenso der Name einer spannenden und sehr erfolgreichen, französischen Thriller-Fernsehserie aus dem Jahre 1965, die auch in Deutschland außerordentliche Erfolge feierte. Unter der Regie von Claude Barma spielten in den Hauptrollen Yves Rénier, René Dary, Juliette Gréco, Christine Delaroche und Sylvie.
- Belphégor, eine 26-teilige Zeichentrickserie von 2001, produziert vom französischen Sender France 2. Sie war in Frankreich auf DVD erhältlich.
- Belphegor – Das Phantom des Louvre von 2001 (93 Min.) unter der Regie von Jean-Paul Salomé mit den Hauptdarstellern Sophie Marceau, Michel Serrault und Julie Christie

Eine 1991 gegründete österreichische Death-Metal-Band nennt sich in Anlehnung Belphegor.
In der Heftromanreihe Geisterjäger John Sinclair wird Belphegor als einer der Erzdämonen dargestellt und tritt als wiederkehrender Gegner des titelgebenden Helden in Erscheinung. Belphegor trägt hier den Beinamen „der Hexer mit der Flammenpeitsche“.
Belphegors Primzahl, eine die Zahl 666 enthaltende Ziffernfolge, wurde nach ihm benannt (2009).
In der Fünfzehnten Staffel von Supernatural (2019) ist Belphegor eine zentrale Figur, die von Alexander Calvert gespielt wird.